# Mónica Cruz

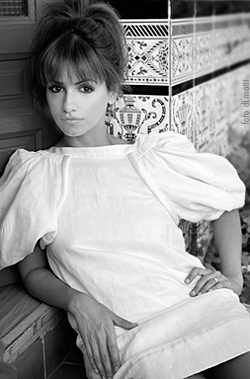
Mónica Cruz, porträtiert in ihrem Tanzstudio in Madrid 2007

Mónica Cruz Sánchez (* 16. März 1977 in Madrid) ist eine spanische Tänzerin und Schauspielerin.

## Leben
Mónica Cruz Sánchez ist die Tochter des Automechanikers Eduardo Cruz und der Friseurin Encarna Sánchez. Sie hat zwei Geschwister; ihre ältere Schwester ist die Schauspielerin Penélope (* 1974), ihr jüngerer Bruder Eduardo (* 1985) ist Sänger.
Mónica begann bereits im Alter von vier Jahren mit dem Tanzen. Mit 17 trat sie dem Ensemble des berühmten spanischen Tänzers Joaquín Cortés bei, mit dem sie sieben Jahre lang um die Welt reiste.
1998 war sie für die Choreografie des Films Das Mädchen deiner Träume (La Niña de tus ojos), in dem ihre Schwester Penélope die Hauptrolle spielte, verantwortlich. Im Jahr 2002 wechselte sie für die Rolle der Silvia Jáuregui in der spanischen Tanzserie Un paso adelante (deutsch: Dance – der Traum vom Ruhm, 2002–2005) vor die Kamera. Daraus entstand die Band Upa dance, in der Mónica neben anderen Schauspielern der Serie Mitglied war. Es folgten Gastauftritte in verschiedenen spanischen Fernsehserien und u. a. Rollen in Last Hour (2006) neben dem amerikanischen Rapper DMX und in The Inquiry (2006) mit Ornella Muti. 2008 spielte sie in Asterix bei den Olympischen Spielen mit.
Zusammen mit ihrer Schwester Penélope entwarf sie eine Kollektion für die spanische Modekette Mango, für deren Werbekampagne beide auch gemeinsam modeln. Ende 2007 spielte Mónica zusammen mit ihrer Schwester Penélope in einem Musikvideo ihres Bruders Eduardo mit. Sie verkörpern dort ein lesbisches Paar.
Mónica Cruz gab Mitte Januar 2013 in einem Blog der spanischen Zeitung El País bekannt, dass sie sich ihren Kinderwunsch durch eine Samenspende erfüllte. Am 14. Mai 2013 brachte sie in einer Klinik in Madrid ein Mädchen zur Welt.

## Filmografie (Auswahl)

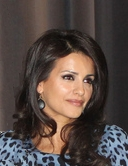
Mónica Cruz bei der Filmpremiere von Jerry Cotton am 28. Februar 2010 in München

- 2002–2005: Dance – Der Traum vom Ruhm (Un paso adelante, TV-Serie, 81 Folgen)
- 2006: Los Borgia
- 2006: Das Ende der Götter (L’inchiesta)
- 2007: Liolà
- 2008: All inclusive
- 2008: Asterix bei den Olympischen Spielen (Astérix aux Jeux Olympiques)
- 2008: Last Hour – Countdown zur Hölle (Last Hour)
- 2009: Iron Cross
- 2009: 9 meses
- 2010: Jerry Cotton
- 2011: Pirates of the Caribbean – Fremde Gezeiten (Pirates of the Caribbean: On Stranger Tides)
- 2011–2013: Águila Roja (Fernsehserie, 20 Folgen)
- 2017–2018: Velvet Collection (Velvet Colección, Fernsehserie, 13 Folgen)
- 2020: Madres. Amor y vida (Fernsehserie, 9 Folgen)
- 2021: La que se avecina (Fernsehserie, 8 Folgen)
- 2022: Historias de UPA Next (Fernsehserie, 3 Folgen)
- 2022–2023: UPA Next (Fernsehserie, 8 Folgen)
- 2023: El círculo de los famosos (Fernsehserie, Folge 1x03)